# 长春有轨电车800系电车
长春有轨电车800系电车是长春轨道交通的电车车款之一，现已全部退役。

## 简介
800系电车由湘潭电机厂于2000年生产，单节编组，共10辆。车门为外摆式门和内摆式门，为高地板车辆。曾经于54路运行，是长春有轨电车第八代电车。

## 列车配置
800系分为2种外涂装，分别是绿色（801-804、806-807、809-810）和红色（805 808），IGBT斩波调压器由沈阳新阳光生产。

## 编组
|          | CCYG800 ←西安大路站方向工农大路站方向→ |
| 車廂編號 | 80X                                    |
| 受电弓   | ＞                                     |
| 形式區分 | (Mcp)                                  |
| 其他設備 | 旋转电机                               |
| 安裝機器 | 主电机/斩波器/变电柜/受电弓            |
| 車輛重量 | 23T                                    |
| 动力分布 | ●● ●●                                  |
| 轴式     | Bo-Bo                                  |
| 載客量   | 200人                                  |

## 现在情况
由于800系电车在2010年后保养不善，导致使用一段时间后产生了较多问题。在2011年，已开始逐步退役800系电车，现存的此型车已于2014年退役，大部分已被拆毁。。
1. ↑  .   [2017-04-18]. （原始内容存档于2014-07-30）.